# Стерва (фильм)
«Стерва» (англ. Saving Silverman — «Спасая Сильвермана»; на DVD в России фильм вышел под названием «Спасти от невесты») — кинокомедия 2001 года производства Columbia Pictures и Village Roadshow Pictures.

## Сюжет
Трое друзей — Даррен, Уэйн и Джей Ди — дружат с раннего детства. Всем троим не везёт в отношениях с женским полом. Музыкальная группа «Неогранённые алмазы», которую они организовали, не приносит друзьям успеха у прекрасного пола. Даррен пребывает в депрессии, потому что девочка Сэнди, в которую он тайно влюблён, переехала в другой город. Друзья, желая развеселить Даррена, ведут его в бар, где знакомят с красавицей Джудит.
Внешне привлекательная Джудит оказывается настоящей стервой. Девушка заставляет Даррена ласкать её, а сама лишь позволяет тому в её присутствии заниматься самоудовлетворением, приучает парня делать себе эпиляцию. Также она как психоаналитик принуждает Даррена пройти у себя же курс психоанализа. Она решает разрушить дружбу Даррена, Уэйна и Джей Ди, запретив Даррену общаться с друзьями и заставляет его уйти из группы, обозвав друзей идиотами.
Единственный выход, который находят Уэйн и Джей Ди — поиск и возвращение Сэнди. Но Сэнди собирается стать монахиней и готовится принять постриг. В то же время Даррен, несмотря ни на что, твёрдо решает жениться на Джудит. 
Тогда друзьям приходит в голову идея похищения Джудит. Эту идею двое друзей и осуществляют. Они запирают девушку у себя в подвале и инсценируют её гибель в автокатастрофе. Но Джудит сразу же начинает воздействовать на друзей с помощью психоанализа. После её слов Джей Ди признаёт себя голубым, а Уэйн влюбляется в Джудит, чем та пользуется и сбегает из плена. Тем временем, отношения Даррена и Сэнди заставляют последнюю отказаться от пострига, и они решают пожениться. Но как только молодая пара начинает жить вместе, Джудит «воскресает из мёртвых» и заставляет Даррена пойти с ней к алтарю.
Тем не менее, Уэйн и Джей Ди вместе с Сэнди ломают планы Джудит. В этом им очень помогают как тренер футбольной команды, когда-то работавший с друзьями и только вышедший из тюрьмы, так и кумир трёх друзей — известный певец Нил Даймонд. В итоге, Даррен и Сэнди женятся, как и Уэйн и Джудит. Одновременно вступают в брак Джей Ди с тренером, оказавшимся голубым.

## В ролях
| Актёр           | Роль                    |
| --------------- | ----------------------- |
| Джейсон Биггз   | Даррен Сильверман       |
| Стив Зан        | Уэйн Лефессье           |
| Аманда Пит      | Джудит                  |
| Джек Блэк       | ДжейДи Макнугент        |
| Ли Эрми         | Тренер Нортон           |
| Аманда Детмер   | Сэнди                   |
| Нил Даймонд     | Нил Даймонд             |
| Кайл Гэсс       | Толстяк-фокусник в баре |
| Карли Маккиллип | девушка                 |

Фильм провалился в прокате, собрав чуть больше 26 миллионов долларов при бюджете в 22 миллиона.